# Копиленко Олександр Іванович
Олекса́ндр Іва́нович Копиле́нко (1 серпня 1900, Костянтиноград — 1 грудня 1958, Київ) — український письменник, педагог, критик, вояк полку ім. Костя Гордієнка Армії УНР.

## Життєпис

Надгробок О. Копиленка на Байковому цвинтарі в Києві

Народився 1 серпня 1900 року в місті Костянтиноград у сім'ї залізничника (нині — Берестин) Полтавської губернії.
Тут у 1912 році вступає до Костянтиноградської вчительської семінарії і в 1916 році закінчує круглим відмінником природничий факультет.
У 1925 році закінчив біологічний факультет Харківського інституту народної освіти.
- 1922 рік — перше оповідання: «Там мабуть край»
- 1923 рік — виходить перша збірка «Кара-круча»
- 1926 рік — оповідання для дітей «Сенчині пригоди»

Протягом 20-х років публікуються перші книги Копиленка «Кара-Круча», «Буйний хміль», «Іменем українського народу», які за короткий час кілька разів перевидавались.
Копиленко член літературних об'єднань «Плуг», потім «Гарт», ВАПЛІТЕ, «Пролітфронту», виконував обов'язки редактора журналу «Всесвіт», входив до складу редколегії журналу «Соціалістична борозна», співпрацював у товаристві кінорежисерів, літераторів та сценаристів, яке скорочено називалось «Кореліс».
Цькування та репресії  українських письменників, що завдали нищівного удару по українській культурі, примусили деяких відомих письменників, у тому числі і О. Копиленка, до тяжкого вибору. 1929 р. разом з П. Панчем, Ю. Яновським, Остапом Вишнею, Ю. Смоличем та О. Донченком він підписує лист — звернення  до радянського уряду і всього українського народу з вимогою покарати ворогів.
1934 року Олександр Копиленко видав збірку оповідань для дітей «В лісі», у якій були цікаві спостереження за природою, життям птахів та звірів. Відтоді і до кінця свого життя він немовби дописував цю книгу. Надалі під назвою «Як вони поживають» вона здобула популярність серед читачів, неодноразово перевидавалася.
З 1934 року жив у Києві в будинку письменників Роліт. З Києвом пов'язана дія дилогії, що принесла письменнику популярність — романів «Дуже добре» (1936) та «Десятикласники» (1938).
Аркадій Любченко: 
| Рівно рік тому... перший день офіційної евакуації, хоч від сусідів приховували цю справу... Бачу - стоїть автобус у під'їзді, а туди вантажать величезні валізки та вузли... а там Копиленко пре колосального клунка, загорнутого у килим... Він преться до автобуса, пре поперед себе клунка, а там у середині аж сидить Смілянська з дитиною, ще хтось з жінок з дітьми. І він просить їх негайно вийти, дати місце клункові...[4]. |
Помер 1 грудня 1958 року в Києві. Похований на Байковому цвинтарі.

### Родина
- Син — письменник, журналіст, перекладач Любим Копиленко (1932—1999).
  - Онук — юрист, політик, доктор юридичних наук Олександр Копиленко (нар. 1961).
  - Онука — заслужена журналістка України Марія Копиленко.
  - Невістка — музикознавиця, піаністка, педагог Людмила Каверіна (1931—2003)[5].

## Вшанування пам'яті

Меморіальна дошка на будинку письменників Роліт у Києві

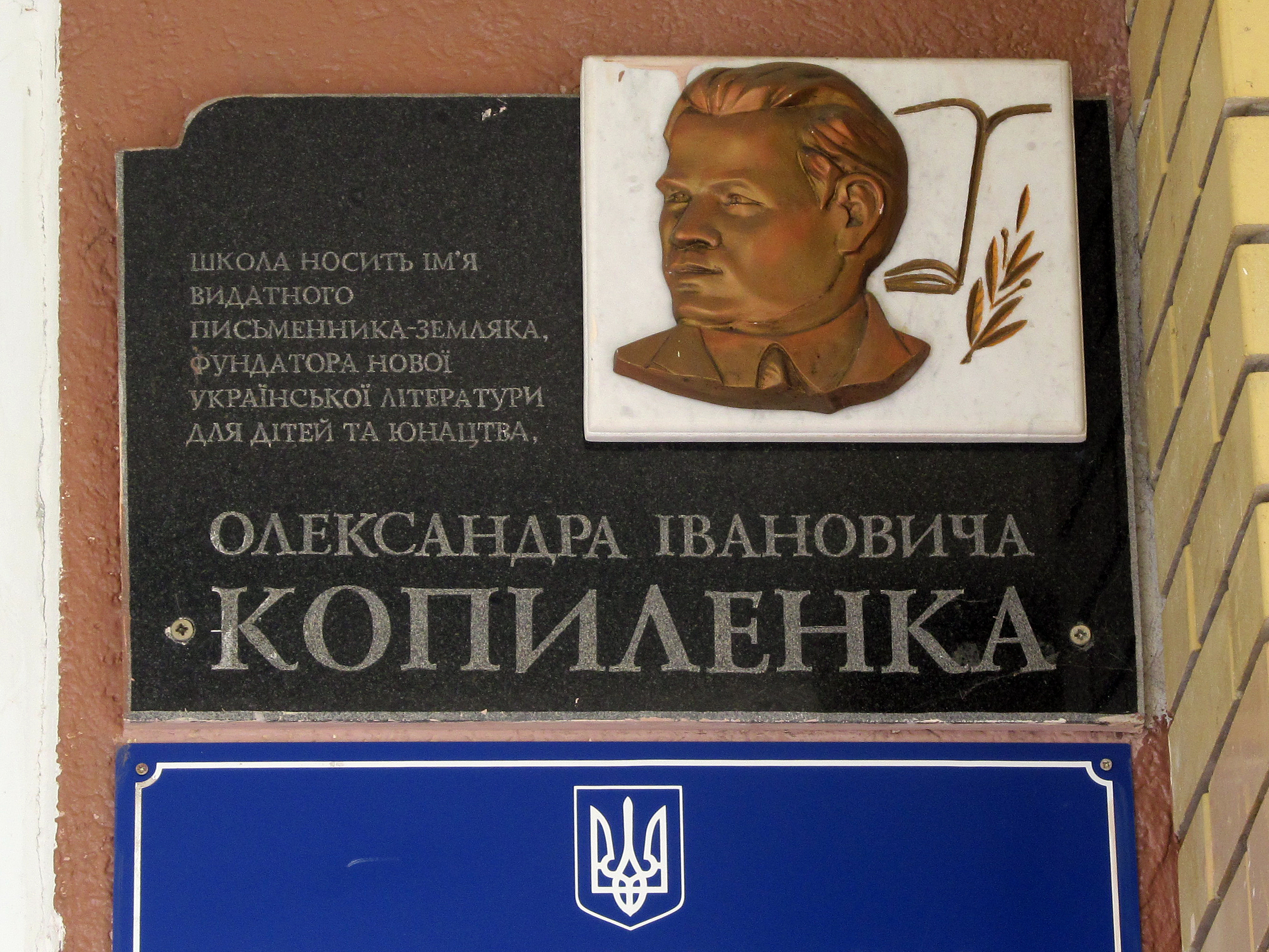
Меморіальна дошка на фасаді школи № 1 в Берестині

- Встановлена меморіальна дошка на будинку письменників Роліт, де жив Олександр Копиленко.
- Про письменника знято фільм «Олександр Копиленко» (1972, редактор М. Костогриз).
- У 1978—1989 рр. редакція журналу «Барвінок» вручала літературно-мистецьку премію імені Олександра Копиленка.
- Ім'я Олександра Копиленка присвоєне школі № 1 Берестинської районної ради Харківської області, вул. Дмитра Лінського, 49.
- У Києві існує вулиця Олександра Копиленка (названа на честь письменника у 1960 році).